# Robert Hoffmann (Kreisrat)
Robert August Friedrich Reinhard Gustav Hoffmann (* 1. März 1819 in Darmstadt; † 31. Januar 1898 ebenda) war Kreisrat in einigen Kreisen des Großherzogtums Hessen.

## Karriere
Robert Hoffmann war ein Sohn des Wilhelm Hoffmann (1789–1863) und dessen Ehefrau Dorothea Caroline Hallwachs (1793–1874) und wurde 1852 Assessor beim Kreis Bensheim und wechselte in gleicher Position 1855 zum Kreis Offenbach. 1858 wurde er kurzzeitig kommissarisch Kreisrat des Kreises Offenbach, 1859 kommissarisch Kreisrat des Kreises Schotten, ab 1861 dann endgültig, und wechselte als Kreisrat 1865 zum Kreis Neustadt. Als dieser in der Verwaltungsreform 1874 aufgelöst wurde, versetzte ihn das Innenministerium als Kreisrat zum Kreis Alsfeld. 1889 ging er in den Ruhestand.

## Ehrungen
- 1877 Ritterkreuz I. Klasse des Verdienstordens Philipps des Großmütigen[1]
- 1889 Geheimer Regierungsrat[1]